# Zodarion cyprium
Zodarion cyprium là một loài nhện trong họ Zodariidae.
Loài này thuộc chi Zodarion. Zodarion cyprium được Wladislaus Kulczynski miêu tả năm 1908.